# Asociace pro podporu trůnu
Asociace pro podporu trůnu (大政翼贊會 - Taisei Jokusankai) byla japonská para-fašistická organizace, kterou vytvořil premiér Fumimaro Konoe dne 12. října 1940, za účelem vytvoření efektivní vlády jedné strany v Japonském císařství a maximalizace japonského válečného úsilí v Číně. Byla rozpuštěna v červnu 1945, krátce před japonskou kapitulací.

## Postavení
Vznikla sloučením stran Rikken Minseitō (立憲民政党) a Rikken Seiyūkai (立憲政友会), dvou dominantních sil v Japonském parlamentu a politické frakce armády zvané Kōdōha (皇道派)[zdroj?] které tak nahradila. Tím, že členové vlády pocházeli z jediné asociace, se mělo vedení vyhnout názorovým neshodám, které pramenily z většího počtu politických stran. Tento krok měl zároveň přesvědčit i obyvatelstvo o tom, že vláda je rovněž v souladu se systémem kokutai orientována jedním směrem a zaujímá stejné stanovisko jako běžní Japonci. V japonském kontextu, ve kterém stále zastával důležitou roli císař, však nemohla Asociace pro podporu trůnu s největší pravděpodobností fungovat obdobně jako evropská nacistická a fašistická strana.